# Sallèles-Cabardès
Sallèles-Cabardès település Franciaországban, Aude megyében. Lakosainak száma 117 fő (2022. január 1.). Sallèles-Cabardès Limousis, Trassanel, Villegly, Villeneuve-Minervois, Conques-sur-Orbiel és Salsigne községekkel határos.

## Népesség
A település népessége az elmúlt években az alábbi módon változott:
| Lakosok száma | 159  | 125  | 115  | 113  | 113  | 116  | 119  | 119  | 121  | 117  |
|               | 1968 | 1982 | 1990 | 2006 | 2013 | 2015 | 2017 | 2019 | 2020 | 2022 |